# NOAD in het seizoen 1957/58
Het seizoen 1957/1958 was het e jaar in het bestaan van de Tilburgse betaaldvoetbalclub NOAD. De club kwam uit in de Eredivisie en eindigde daarin op de 15e plaats. Tevens deed de club mee aan het toernooi om de KNVB Beker, hierin werd in de derde ronde verloren van DOSKO (1–3).

## Wedstrijdstatistieken

### Eredivisie
|       | ADO   | Ajax  | Amsterdam | Blauw-Wit | BVV   | DOS   | Elinkwijk | Sportclub Enschede | Feijenoord | Fortuna '54 | GVAV  | MVV   | NAC   | PSV   | Rapid JC | Sparta | VVV   |
| ----- | ----- | ----- | --------- | --------- | ----- | ----- | --------- | ------------------ | ---------- | ----------- | ----- | ----- | ----- | ----- | -------- | ------ | ----- |
| Thuis | 2 – 3 | 1 – 3 | 0 – 2     | 1 – 0     | 3 – 3 | 3 – 3 | 1 – 2     | 2 – 6              | 1 – 1      | 1 – 0       | 3 – 1 | 2 – 3 | 2 – 4 | 3 – 1 | 2 – 0    | 0 – 3  | 2 – 1 |
| Uit   | 0 – 4 | 1 – 0 | 1 – 1     | 1 – 2     | 0 – 2 | 1 – 1 | 1 – 2     | 3 – 0              | 4 – 0      | 1 – 2       | 5 – 0 | 3 – 1 | 4 – 0 | 2 – 2 | 3 – 1    | 8 – 1  | 2 – 2 |

### KNVB Beker
| 1e ronde                                                 | GOES                                                       | 2 – 4 (1 – 2) | NOAD                                         |
| 1 januari 1958 Plaats: Goes Het Schenge                  | Verstelle –', 78'                                          |               | 17', 67' Jan Meijer 26', 66' Ab Kentie       |
| 2e ronde                                                 | Wilhelmina                                                 | 2 – 3 (1 – 3) | NOAD                                         |
| 12 februari 1958 Plaats: 's-Hertogenbosch De Wolfsdonken | Theo Borsten 42' G. Jansen 65'                             |               | 10' Ab Kentie 15' Frits Louer 18' Jan Meijer |
| 3e ronde                                                 | DOSKO                                                      | 3 – 1 (1 – 0) | NOAD                                         |
| 21 mei 1958 Plaats: Tilburg Gemeentelijk Sportpark       | Christ Machielsen 7' Piet Vonk 53' Jacques Schuurbiers 87' |               | 80' Tini van Osch                            |

## Statistieken NOAD 1957/1958

### Eindstand NOAD in de Nederlandse Eredivisie 1957 / 1958
| Stand | Gespeeld | Gewonnen | Gelijk | Verloren | Punten | Doelpunten voor | Doelpunten tegen |
| ----- | -------- | -------- | ------ | -------- | ------ | --------------- | ---------------- |
| 15e   | 34       | 11       | 7      | 16       | 29     | 50              | 76               |

### Topscorers
| #                 | Naam          | Goal |
| ----------------- | ------------- | ---- |
| 1.                | Jan Meijer    | 21   |
| 2.                | Tini van Osch | 11   |
| 3.                | Ab Kentie     | 8    |
| 4.                | Frits Louer   | 6    |
| 5.                | Ruud de Chêne | 1    |
| 5.                | Henk Staps    | 1    |
| 5.                | Theo de Wilde | 1    |
| Onbekend doelpunt |               |      |
| –                 | Onbekend      | 1    |
| Totaal            | Totaal        | 50   |

| #      | Naam          | Goal |
| ------ | ------------- | ---- |
| 1.     | Ab Kentie     | 3    |
| 1.     | Jan Meijer    | 3    |
| 3.     | Frits Louer   | 1    |
| 3.     | Tini van Osch | 1    |
| Totaal | Totaal        | 8    |

## Voetnoten
ADO ·
Ajax ·
Amsterdam ·
Blauw-Wit ·
BVV ·
DOS ·
Elinkwijk ·
Sportclub Enschede ·
Feijenoord ·
Fortuna '54 ·
GVAV ·
MVV ·
NAC ·
NOAD ·
PSV ·
Rapid JC ·
Sparta ·
VVV